# Cửa Lò (thị xã)
Cửa Lò is een thị xã in de provincie Nghệ An, een van de provincies van Vietnam. Cửa Lò is een kustplaats aan de Zuid-Chinese Zee. Cửa Lò ligt tussen twee rivieren in, ten noorden van Cửa Lò stroomt de rivier Cửa Lò. Ten zuiden van Cửa Lò stroomt de Lam. Beide rivieren vormen ter hoogte van Cửa Lò de grens met andere districten.
Ongeveer drie kilometer uit de kust ligt het eiland Hòn Ngư. Dit eiland behoort tot xã Nghi Hương, een van de twee xã's van Cửa Lò. Dit eiland bestaat uit twee bergen en heeft een rijke geschiedenis. Zo is er al een pagode gebouwd op het eiland in de dertiende eeuw.
De oppervlakte van Cửa Lò bedraagt inclusief het eiland Hòn Ngư 28,22 km². Cửa Lò heeft ruim 47.900 inwoners.

## Geografische ligging
Cửa Lò ligt in het oosten van de provincie. Ten noorden en westen van Cửa Lò ligt huyện Nghi Lộc. Ten zuiden van Cửa Lò ligt Nghi Xuân in de provincie Hà Tĩnh.

## Administratieve eenheden
- Phường Nghi Hải
- Phường Nghi Hòa
- Phường Nghi Tân
- Phường Nghi Thủy
- Phường Thu Thủy
- Xã Nghi Hương
- Xã Nghi Thu